# Borago morisiana
Borago morisiana là loài thực vật có hoa trong họ Mồ hôi. Loài này được Bigazzi & Ricceri mô tả khoa học đầu tiên năm 1992.